# Wailua (condado de Kauai)
Wailua es un lugar designado por el censo ubicado en el condado de Kauai en el estado estadounidense de Hawái. En el año 2010 tenía una población de 2.254 habitantes y una densidad poblacional de 609,2 personas por km².

## Geografía
Wailua se encuentra ubicado en las coordenadas 22°3′31″N 159°20′30″O / 22.05861, -159.34167.

## Demografía
Según la Oficina del Censo en 2000 los ingresos medios por hogar en la localidad eran de $45.875, y los ingresos medios por familia eran $52.083. Los hombres tenían unos ingresos medios de $34.615 frente a los $25.280 para las mujeres. La renta per cápita para la localidad era de $20.231. Alrededor del 8,9% de la población estaba por debajo del umbral de pobreza.